# Hana Havlíková
Hana Havlíková (2 de marzo de 1930 - 11 de marzo de 2014) fue una jugadora de baloncesto checoslovaca. Consiguió 4 medallas en competiciones oficiales con Checoslovaquia.